# Peter Zupanc
Peter Zupanc, slovenski atlet, * 8. januar 1982, Ljubljana.
Zupanc je za Slovenijo nastopil na Poletnih olimpijskih igrah 2004 v Atenah, kjer je nastopil v metu kopja. V kvalifikacijah je zasedel 22. mesto.